# Nguyễn Mạnh Cường (Nghệ An)
Nguyễn Mạnh Cường (sinh năm 1973) là một chính khách người Việt Nam. Ông hiện là Ủy viên Ban Chấp hành Trung ương Đảng Cộng sản Việt Nam khóa XIII, Phó Bí thư thường trực Đảng ủy Bộ Ngoại giao, Thứ trưởng Bộ Ngoại giao.
Ông từng làm Phó Trưởng ban thường trực Đối ngoại Trung ương, Bí thư Tỉnh ủy Bình Phước, nhiệm kỳ 2020 - 2025; Trưởng Ban Chỉ đạo phòng, chống tham nhũng, tiêu cực tỉnh Bình Phước.

## Xuất thân
Nguyễn Mạnh Cường sinh ngày 30 tháng 10 năm 1973, quê quán tại thị xã Cửa Lò, tỉnh Nghệ An. 
Ông có trình độ Tiến sĩ Kinh tế, Cao cấp lý luận chính trị.

## Sự nghiệp

### Bộ Ngoại giao
- 2/1997 - 8/1999: Chuyên viên, Vụ Tổng hợp Kinh tế, Bộ Ngoại giao
- 9/1999 - 9/2000: Học Cao học tại Đại học Manchester, Vương quốc Anh
- 10/2000 - 8/2002: Chuyên viên, Vụ Tổng hợp Kinh tế, Bộ Ngoại giao
- 9/2002 - 11/2005: Tùy viên, Phái đoàn Thường trực Việt Nam bên cạnh UNESCO, Paris, Pháp
- 12/2005 - 3/2008: Chuyên viên, Vụ Tổng hợp Kinh tế, Bộ Ngoại giao
- 4/2008 - 4/2010: Tập sự Phó Vụ trưởng, Viện Nghiên cứu Chiến lược Ngoại giao, Học viện Ngoại giao, Bộ Ngoại giao
- 5/2010 - 4/2011: Phó Vụ trưởng, Phó Viện trưởng Viện Nghiên cứu Chiến lược Ngoại giao, Học viện Ngoại giao, Bộ Ngoại giao
- 5/2011 - 11/2014: Giám đốc Trung tâm Đào tạo, Bồi dưỡng Cán bộ Đối ngoại, Học viện Ngoại giao, Bộ Ngoại giao
- Ngày 25 tháng 2 năm 2025: Thủ tướng Chính phủ bổ nhiệm ông giữ chức Thứ trưởng Bộ Ngoại giao.
- Ngày 4 tháng 3 năm 2025: Đảng ủy Chính phủ chỉ định ông tham gia Ban Chấp hành, Ban Thường vụ và làm Phó Bí thư thường trực Đảng ủy Bộ Ngoại giao nhiệm kỳ 2020-2025.

### Ban Đối ngoại Trung ương
- 11/2014 - 1/2018: Vụ trưởng Vụ Nghiên cứu tổng hợp, Ban Đối ngoại Trung ương Đảng
- 1/2018 - 7/2021: Phó Trưởng ban Đối ngoại Trung ương Đảng
- 6/2020 - 7/2021: Bí thư Đảng ủy cơ quan Ban Đối ngoại Trung ương Đảng
- 10/2020 - 7/2021: Ủy viên Ban Chấp hành Đảng ủy Khối các cơ quan Trung ương, nhiệm kỳ 2020-2025
- Ngày 30 tháng 1 năm 2021, tại Đại hội đại biểu toàn quốc lần thứ XIII của Đảng, ông được bầu làm Ủy viên Ban Chấp hành Trung ương Đảng Cộng sản Việt Nam khóa XIII.
- Ngày 20 tháng 11 năm 2024, Ban Đối ngoại Trung ương tổ chức Hội nghị công bố Quyết định của Bộ Chính trị về việc điều động, phân công, bổ nhiệm ông giữ chức Phó Trưởng Ban Đối ngoại Trung ương. 

### Tỉnh ủy Bình Phước
- Ngày 19 tháng 7 năm 2021, ông được Bộ Chính trị điều động tham gia Ban Chấp hành, Ban Thường vụ và giữ chức Bí thư Tỉnh ủy Bình Phước.